# Short
Pour les articles homonymes, voir Short (homonymie).
Le short est un vêtement qui descend de la ceinture à mi-cuisse. C'est une sorte de culotte légère dont les jambes couvrent plus ou moins les cuisses.

## Histoire

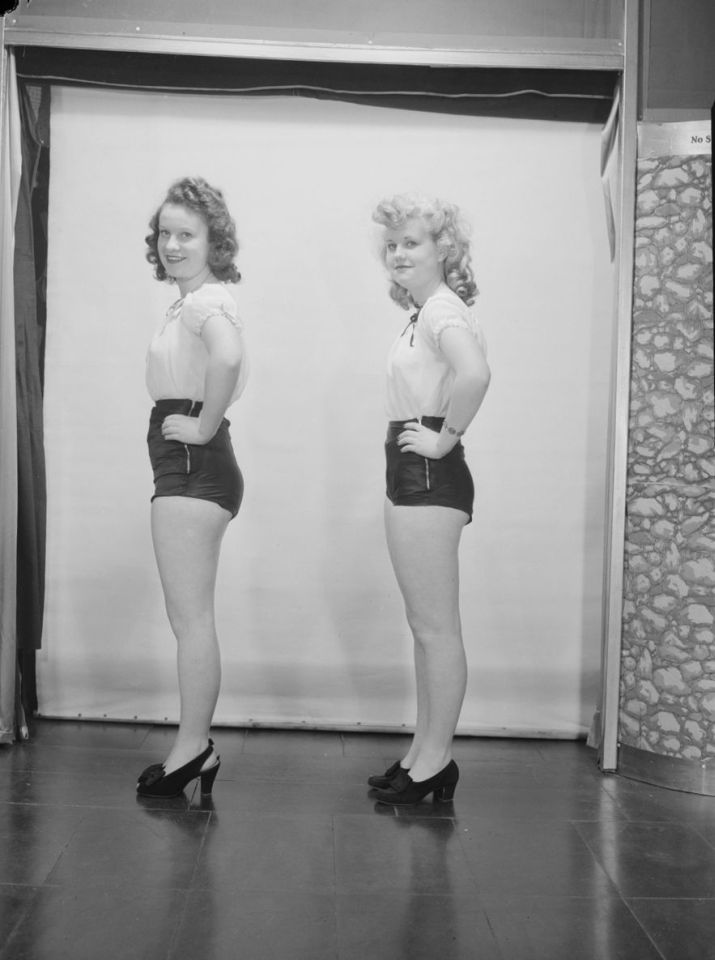
Deux jeunes Québécoises portant shorts, chemisiers et talons hauts en 1945.

Historiquement, le short, qu’on appelait alors culotte courte, est apparu à la fin du XIXe siècle pour la pratique des sports physiques de plein air. C’est dans les années 1920 que ce vêtement prend pour nom l’anglicisme short, ellipse de short trousers et ce n’est véritablement que dans les années 1930 qu’il sera adopté comme vêtement de confort estival. En France, sa popularisation est notamment due à l’avènement des congés payés. D’abord adopté par la jeunesse, il va conquérir, à partir des années 1950, une population plus âgée. Dans les années 1960 à 1970, en parallèle à la minijupe et la mode mini qui prévaut à l'époque, il se décline en minishort. Plus tard apparait sa version encore plus épurée, le micro-short.
Au XXIe siècle, il est porté en été à tous les âges. À ses débuts, le short ressemble aux bermudas actuels puis il va progressivement se raccourcir au gré des modes et de sa fonction de vêtement de sport, de loisirs ou de séduction (le short court féminin prend ainsi souvent la dénomination de hot pants ou booty shorts). À partir de la fin des années 1980, pour le short masculin, le processus s’inverse, il devient plus ample et s’allonge. D’ailleurs dans le langage, les deux se mélangent. Depuis 2011, les shorts homme commencent à raccourcir,, en particulier parmi les marques qui défilent lors des fashion weeks.

## Usage
Il est réalisé en toile légère, coton, fibres synthétiques ou mélange. Il peut être moulant ou ample, à bords droits ou échancrés sur les côtés. Il peut s'ouvrir et se fermer sur le côté ou sur le devant par un système de fermeture à glissière, ou de velcro, avec un bouton, un bouton pression ou une agrafe à la taille, ou par une braguette à boutons, mais sa taille peut aussi être élastique et ne pas comporter d'ouverture pour l'enfilage.[réf. nécessaire]

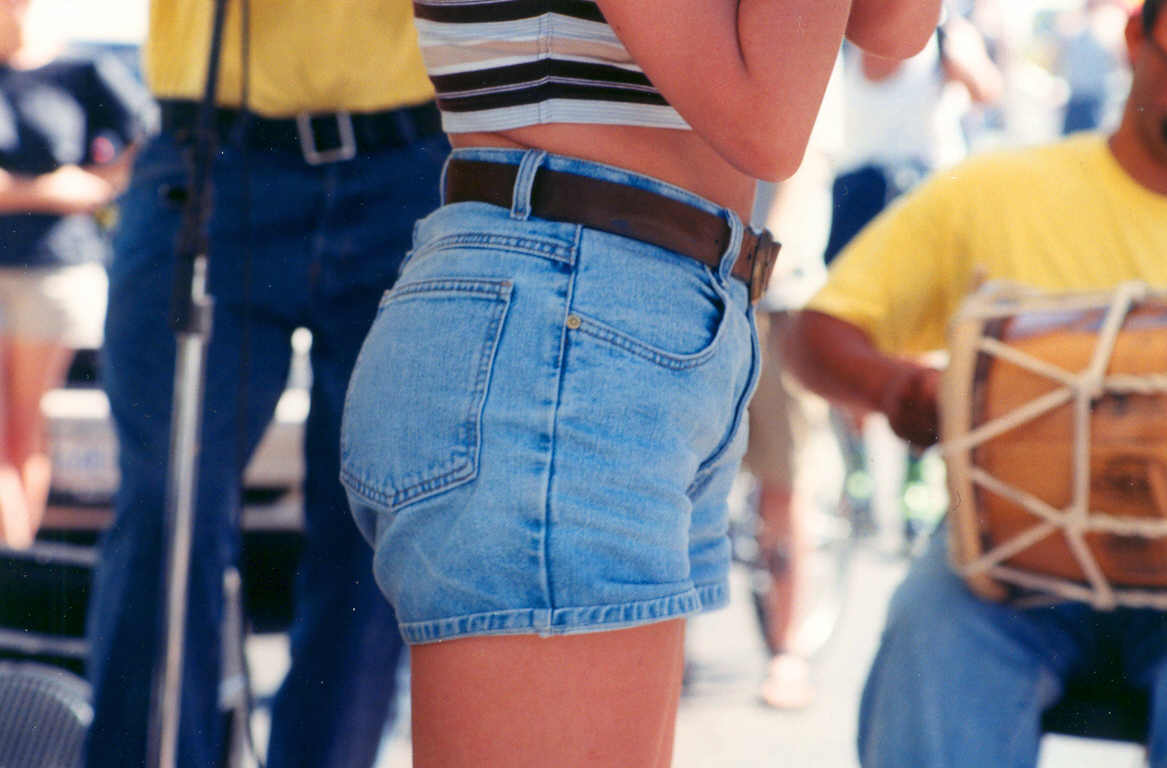
Exemple de short en denim.

C'est un vêtement très utilisé en sport où il peut être porté en toutes saisons alors que le grand public le réserve à l'été. Au début du XXe siècle, jusque dans les années 1970, c'était aussi un vêtement emblématique de l'enfance et de la jeunesse et il a souvent été confondu avec la culotte courte, autre vêtement emblématique de la jeunesse.